# Synagoga Reb Arons Klaus w Krakowie
Synagoga Reb Arons Klaus – nieistniejąca obecnie synagoga (klaus), która znajdowała się w Krakowie, w kamienicy przy ulicy Józefa 33, na Kazimierzu. Była pierwszym chasydzkim domem modlitwy w Krakowie.
Synagoga została zbudowana w 1815 roku z inicjatywy Kalmana Epsteina, pierwszego przywódcy chasydzkiego w Krakowie. Obok sali modlitw mieściła się również mała szkółka talmudyczna. Przez wiele lat walczyła ona o prawo bytu z główną synagogą, wrogo usposobioną wobec chasydyzmu. W 1921 roku została przebudowana według projektu architekta Łazarza Rocka.
Podczas II wojny światowej hitlerowcy zdewastowali synagogę. Po zakończeniu wojny w synagodze mieściła się stolarnia. W 1975 roku Jerzy Antczak kręcąc film „Noce i dnie” wykorzystał zrujnowaną już wtedy kamienicę do nakręcenia tutaj scen pożaru Kalińca. Spaloną przez filmowców kamienicę wyburzono a na jej miejscu kilka lat później wzniesiono nową, bezstylową.

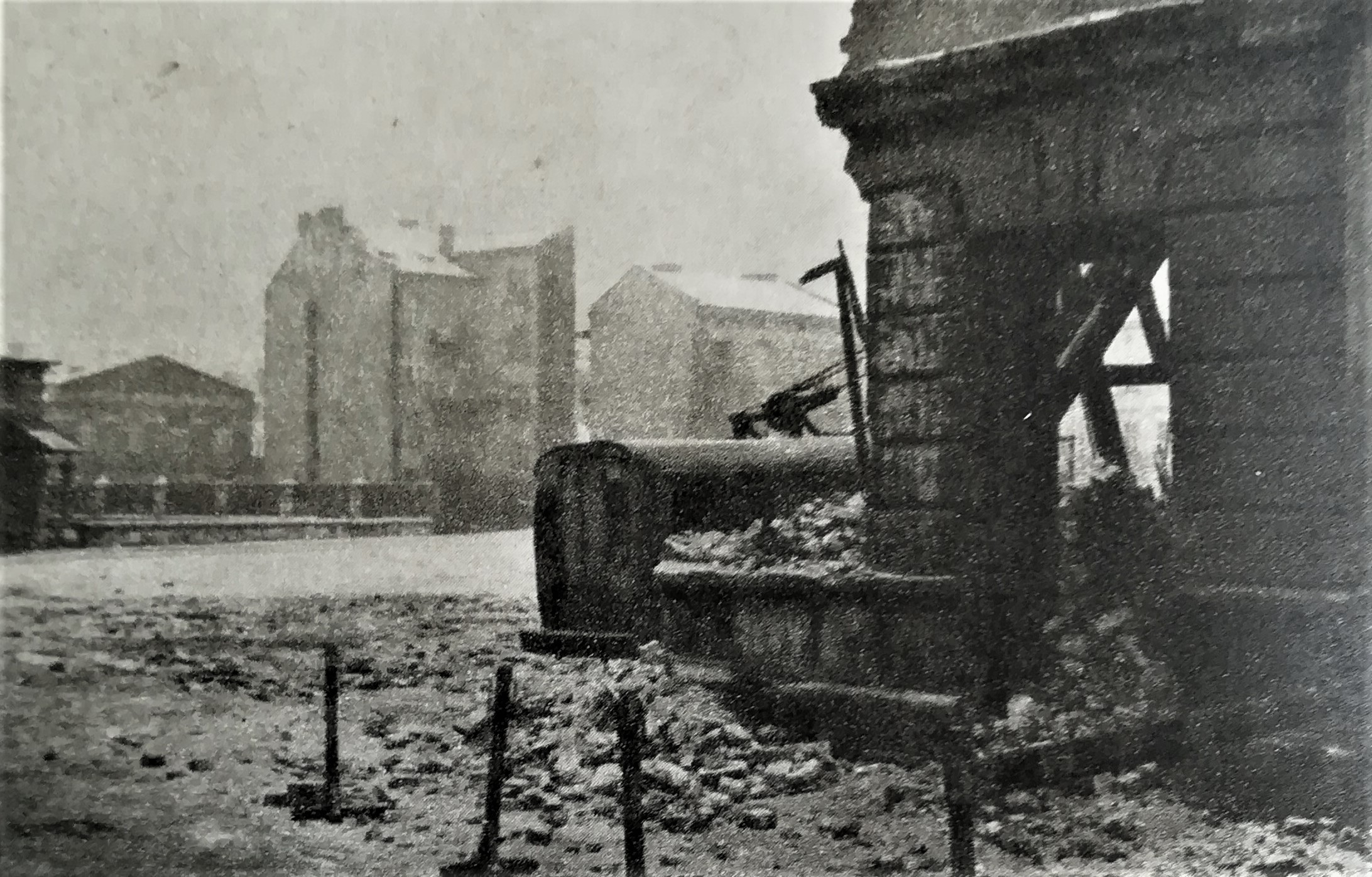
Kamienica po zakończeniu zdjęć do "Nocy i dni".